# Ponte das Bandeiras
A Ponte das Bandeiras é uma ponte que cruza o rio Tietê, na cidade de São Paulo, Brasil. Constitui parte do sistema viário da Marginal Tietê. 

## História
Foi construída para substituir a Ponte Grande feita no inicio da século XIX, As obras tiveram início em 1940 e foi inaugurada em 1942, já com a nomenclatura atual, a antiga Ponte Grande que ficava a cerca de 250 metros foi demolida pois estava ultrapassada e passou a não comportar mais o tráfego da região. Na sua inauguração, em 25 de janeiro de 1942, estiveram presentes o então presidente Getúlio Vargas e o então prefeito da cidade Francisco Prestes Maia. A ponte é considerada um dos principais elementos para o início do desenvolvimento da Zona Norte, sendo ainda a principal entrada da região.
A Ponte das Bandeiras é a primeira ponte de concreto a atravessar o Rio Tietê, um exemplo notável de engenharia, destacando-se pelo seu arco tri-articulado. O projeto e a construção foram realizados pela Companhia Construtora Nacional S.A. Durante a concorrência pública de 1939, foram apresentados 8 projetos, dos quais 5 eram arcos tri-articulados, 2 eram vigas Gerber e 1 era um arco hiperestático. Isso significa que 7 estruturas eram isostáticas e apenas 1 era hiperestática, uma escolha motivada pelo cálculo manual, uma vez que não havia computadores disponíveis na época.
A estrutura da ponte é composta por 3 arcos tri-articulados, dispostos lado a lado. A seção transversal de cada arco tri-articulado é configurada como uma célula, conferindo-lhe grande rigidez à torção. O tabuleiro da ponte é projetado sem transversinas, e a ligação entre as 3 células é realizada exclusivamente pela laje. A combinação da alta rigidez à torção das 3 células e a pequena distância entre elas resulta em uma grande distribuição transversal da carga, como demonstrou a prova de carga realizada pelo IPT em 1944.
O primitivo projeto da ponte incluía um monumento em homenagem aos Bandeirantes, lembrando que o Rio Tietê foi um dos guias das Entradas e Bandeiras na exploração do Sertão. O nome "Ponte das Bandeiras" foi mantido ao longo do tempo. A ponte foi construída em terreno seco, na margem direita do rio Tietê. Após a conclusão da construção, foi escavado um novo leito, desviando as águas do rio Tietê para esse novo percurso sob a ponte.
Com 120 metros de comprimento e 33 metros de largura, a ponte apresenta 3 vãos, sendo o vão central um arco tri-articulado com 60 metros. Os vãos laterais são formados por vigas retas. A fundação é composta por sapatas assentadas no terreno, que é formado por uma sucessão de camadas de areia e argilas de consistência regular. De cada lado da ponte, as sapatas dos arcos, pilares e encontros se unem, formando uma única placa solidária, o que impede o escorregamento horizontal.
A estrutura atual mede 102 metros de comprimento e 33 metros de largura, e conta com duas torres de 50 metros de altura. Ela foi rebatizada e reinaugurada em 1942 como a primeira ponte de concreto armado a cruzar o Rio Tietê, em uma cerimônia presidida pelo então presidente Getúlio Vargas e pelo prefeito Francisco Prestes Maia. A ponte foi projetada e construída para substituir a estrutura metálica existente, sendo escolhido o concreto por acreditar-se que as obras de arte construídas com esse material não necessitavam de manutenção, ao contrário do aço.

## Atualidade
Interliga a porção norte da Avenida Santos Dumont, no bairro de Santana, à porção sul da mesma avenida, no bairro do Bom Retiro. Faz parte do sistema de vias conhecido como Corredor Norte-Sul, que liga Santana, na Zona Norte, ao Aeroporto de Congonhas, na Zona Sul. 
A ponte não apenas serve como um ponto de passagem, mas também é um símbolo da cidade, com bandeiras do estado e da cidade de São Paulo hasteadas permanentemente em sua estrutura, sendo conservada pela Subprefeitura da Sé.
Recentemente, a ponte tem passado por obras de manutenção, com a Secretaria Municipal de Infraestrutura Urbana e Obras (SIURB) informando que os trabalhos começaram em janeiro de 2025 e estão programados para serem concluídos em janeiro de 2026. Essas obras têm causado interdições e congestionamentos na área.
Além das obras, a Companhia de Engenharia de Tráfego (CET) também anunciou alterações nos horários de proibição de acesso à ponte pela Marginal Tietê, visando melhorar o fluxo de veículos na região.

Galeria
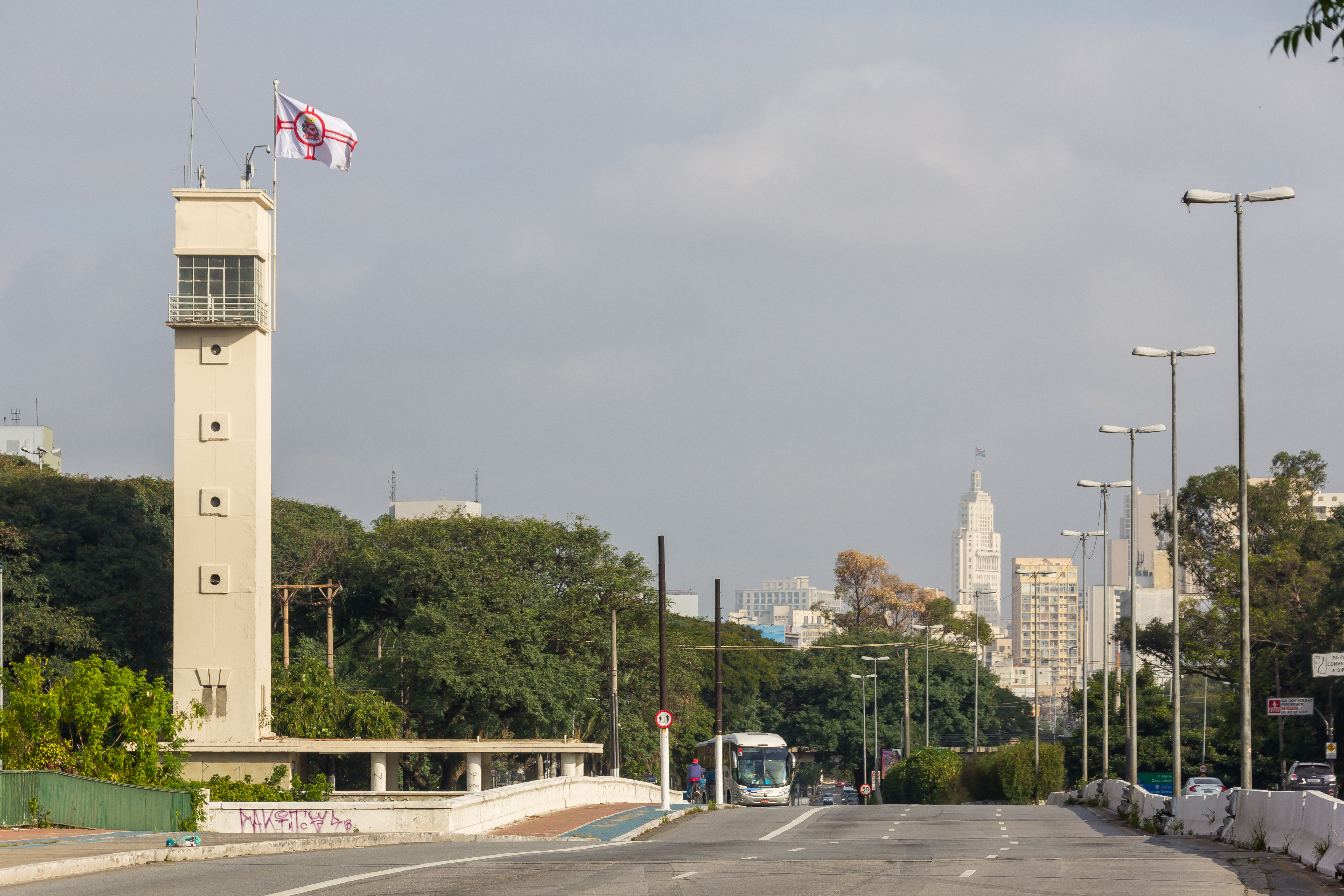
2018 - Ponte sentido Centro
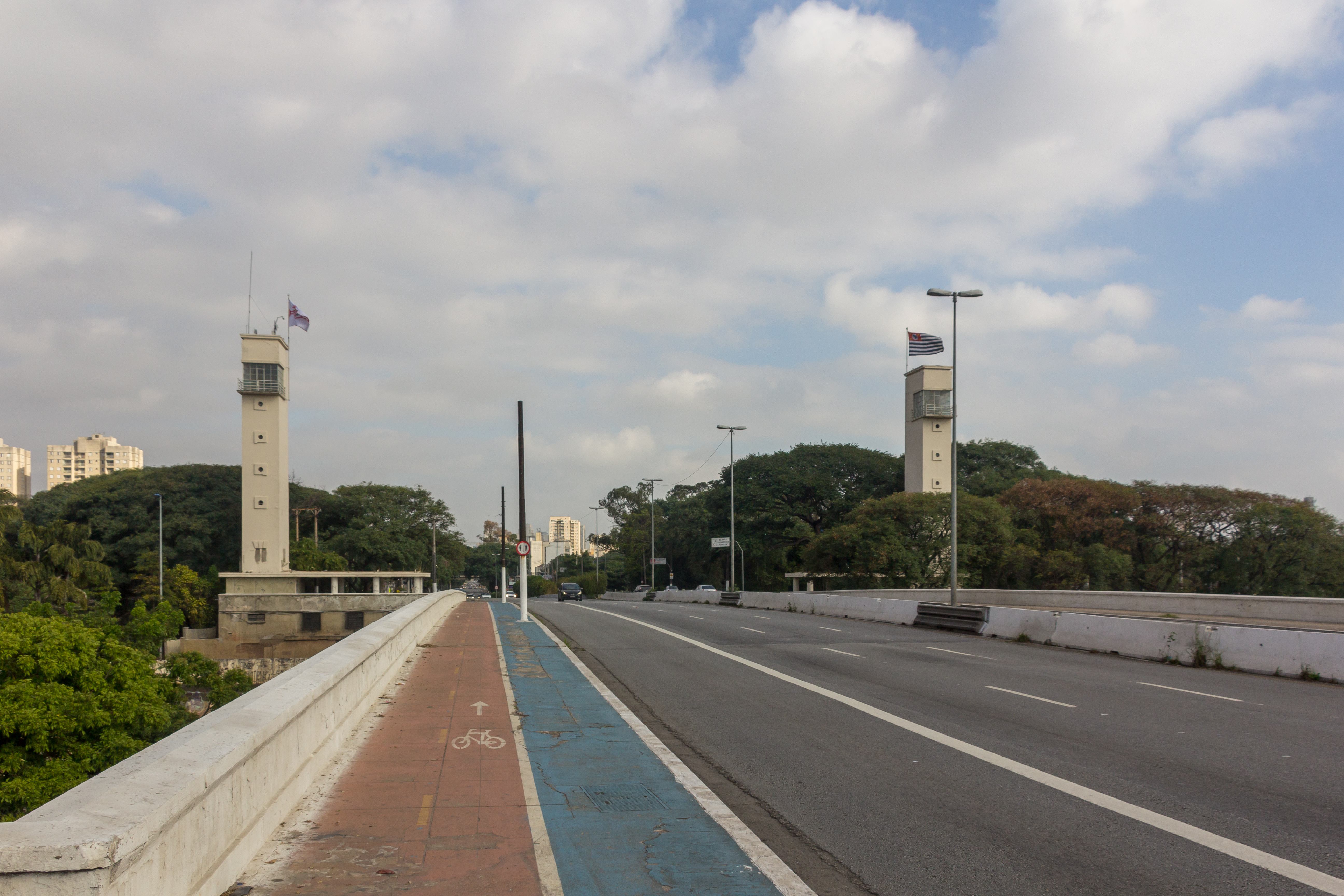
2018 - Ciclovia
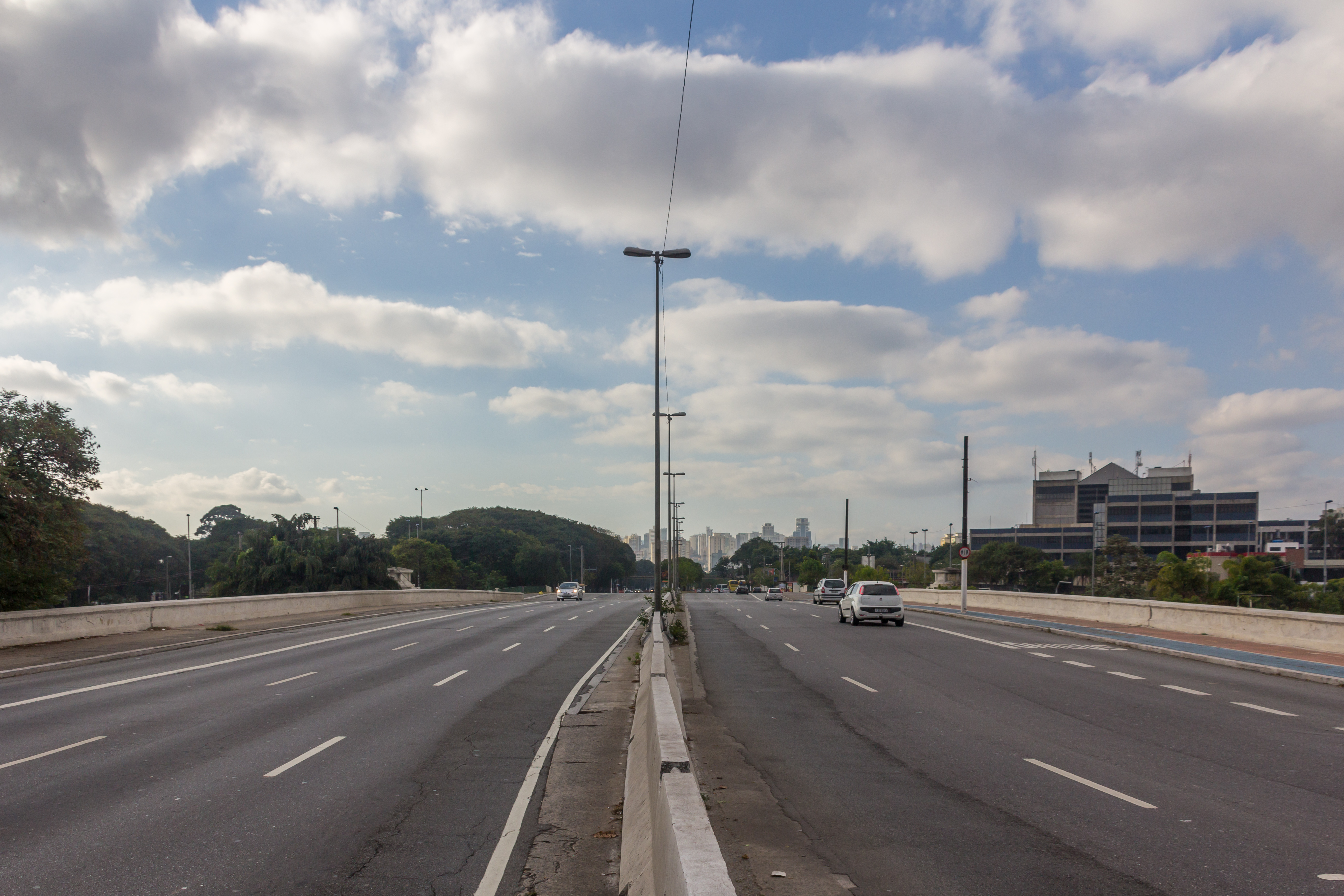
2018 - Ponte sentido Santana
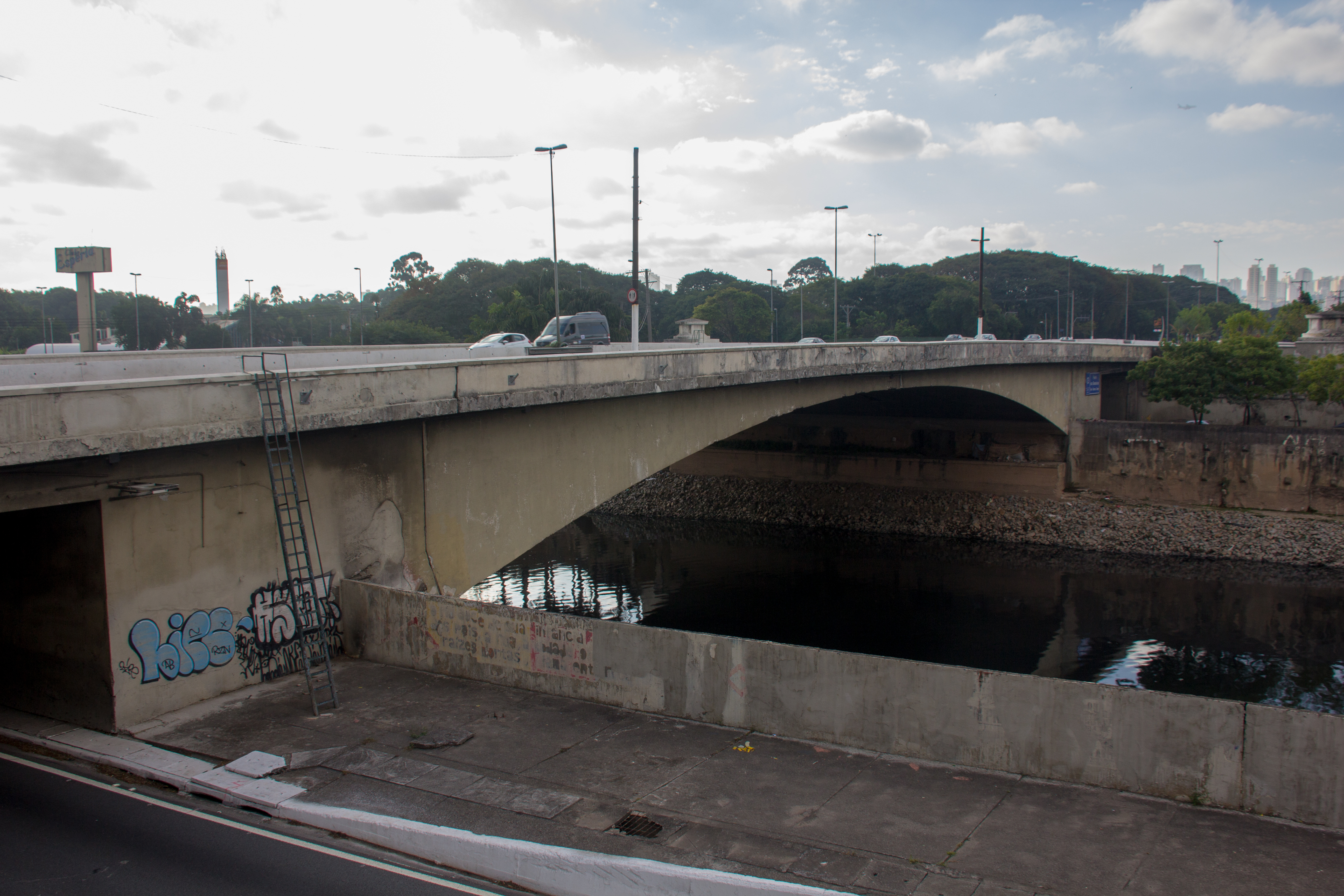
2018 - Ponte sentido Santana e Clube Esperia
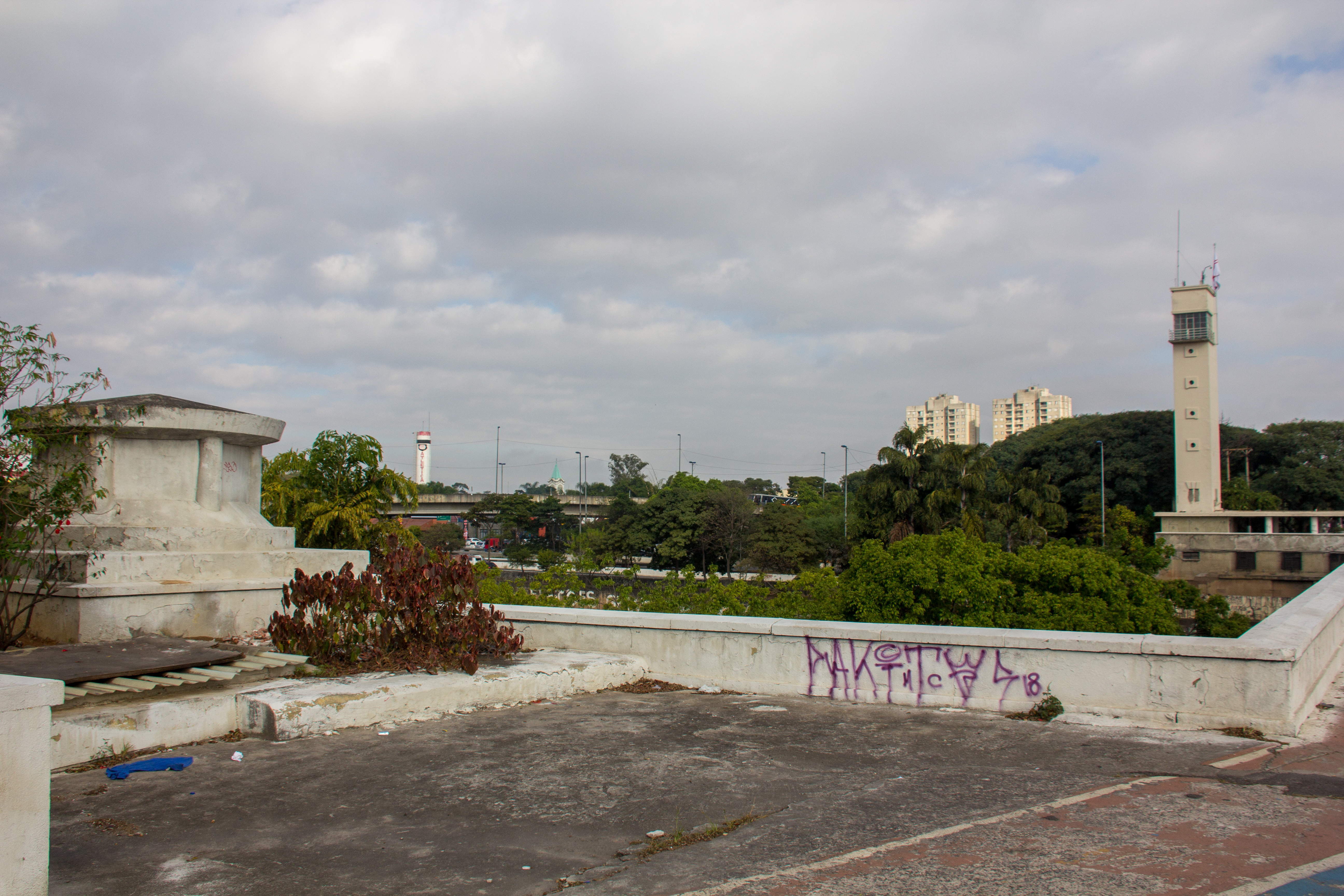
2018 - Entrada do mirante
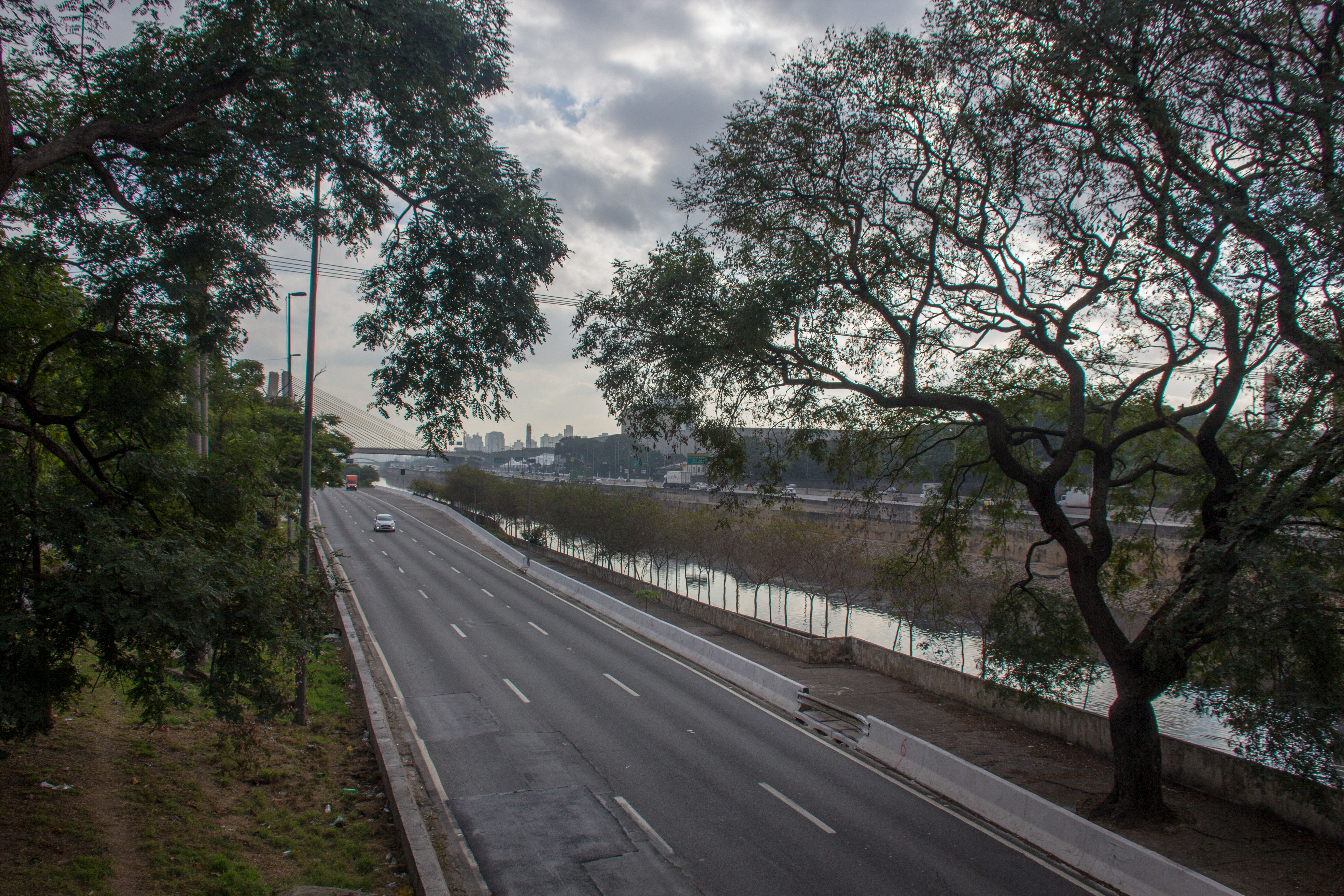
2018 - Marginal Tietê vista da ponte